# Petit Paysan
Pour les articles homonymes, voir Paysan (homonymie).
Pour plus de détails, voir Fiche technique et Distribution.
Petit Paysan est un film français réalisé par Hubert Charuel et sorti en 2017.
Il a reçu trois César en 2018 : meilleur premier film, meilleur acteur et meilleure actrice dans un second rôle.

## Synopsis
Pierre Chavanges (Swann Arlaud) est un paysan qui gère seul un troupeau d'une trentaine de vaches laitières sur l'exploitation qu'il a reprise de ses parents. Il sollicite sa sœur Pascale (Sara Giraudeau), vétérinaire, pour obtenir son avis sur l'état de santé de sa vache Topaze car elle lui semble avoir un comportement anormal et il craint qu'elle ne souffre de FHD (fièvre hémorragique dorsale, une maladie fictive inventée pour les besoins du film). Le diagnostic est sans appel. Pierre sait que si une vache est atteinte, les autorités sanitaires abattront tout le troupeau, en application du principe de précaution. Il décide donc de tout faire pour dissimuler la vérité aux yeux de tous, parents, voisins, amis. Mais les choses s'aggravent.

## Fiche technique
- Titre : Petit Paysan
- Titre international : Bloody Milk
- Réalisation : Hubert Charuel
- Scénario : Hubert Charuel et Claude Le Pape
- Image : Sébastien Goepfert
- Son : Marc-Olivier Brullé, Emmanuel Augeard, Vincent Cosson
- Décors : Clémence Pétiniaud
- Montage : Julie Léna et Grégoire Pontécaille
- Musique : Myd
- Production : Stéphanie Bermann et Alexis Dulguerian
- Société de production : Domino Films, France 2`France 2 Cinéma
- Société de distribution : Pyramide
- Pays de production :  France
- Langue originale : français
- Durée : 90 minutes
- Genre : drame
- Dates de sortie : 
  - France : 20 mai 2017 : première mondiale au Festival de Cannes 2017 (Semaine de la critique)
  - France : 30 août 2017 : sortie nationale

## Distribution
- Swann Arlaud : Pierre Chavanges, agriculteur
- Sara Giraudeau : Pascale Chavanges, sœur de Pierre, vétérinaire
- Isabelle Candelier : Madame Chavanges, mère de Pierre et de Pascale
- Marc Barbé : Responsable de la Direction départementale de la protection des populations
- India Hair : Angélique, boulangère
- Franc Bruneau : Régis
- Géraldine Martineau : Emma
- Claude Le Pape : Francine, gendarme
- Bouli Lanners : Jamy, agriculteur belge dont le troupeau a été abattu
- Valentin Lespinasse : Jean-Denis
- Clément Bresson : Fabrice
- Jean Charuel : Raymond
- Julian Janeczko : Thomas
- Jean Chauvelot : Chef gendarme
- Jean-Paul Charuel : Monsieur Chavanges, père de Pierre et de Pascale
- Sylvaine Charuel : Contrôleur laitier

## Accueil critique
L'accueil critique est positif : le site Allociné recense une moyenne des critiques presse de 4,1/5, et des critiques spectateurs à 3,9/5.
Jean-Michel Frodon écrit sur Slate que le film « est une très émouvante évocation du drame des paysans confrontés à une crise sanitaire en même temps qu'une plongée dans un rapport au monde délirant », soulignant qu'il s'agit d'un « récit fictionnel mais très inscrit dans les faits du traumatisme des paysans confrontés aux épidémies type “vache folle” ou grippe aviaire. »
Dans les Cahiers du cinéma, Laura Tuillier estime que le film « dans ses meilleurs moments, prend la forme d'un cri d'adieu, sombre et sanglant, à la campagne française. »

Pour Isabelle Regnier (Le Monde), 

« la ruralité dépeinte par Hubert Charuel n'est pas coupée de la marche du monde. Tout au contraire, elle apparaît branchée sur son environnement, sur la pulsation d’une société néolibérale dont elle n’est, finalement, qu’un des multiples visages. »

« Loin de camper sur un arrière-plan de crise caricaturée — comme Normandie nue de Philippe Le Guay, comédie inégale sortie dans la foulée —, le thriller mental de Charuel prend corps autour des peurs d'un jeune éleveur de vaches laitières », note Jean-Michel Dumay dans Le Monde diplomatique.

## Distinctions

### Récompenses
- 2015 : Prix d'aide à la création de la fondation Gan pour le cinéma[9]
- 2016 : Prix du meilleur scénario de long métrage à Hubert Charuel au festival Premiers Plans d'Angers
- 2017 : Festival du film francophone d'Angoulême[10]
  - Valois de diamant du meilleur film
  - Valois du meilleur acteur pour Swann Arlaud
- 2017 : Prix du Jury Junior et Prix BeTV au Festival international du film francophone de Namur
- 2018 : Prix Jean-Renoir des lycéens[11]
- 2018 : PROlogue, Festival international de Tachkent[12]
  - Prix du meilleur scénario
- César 2018 : 
  - César du meilleur acteur pour Swann Arlaud
  - César de la meilleure actrice dans un second rôle pour Sara Giraudeau
  - César du meilleur premier film pour Hubert Charuel

Cérémonie des César 2018
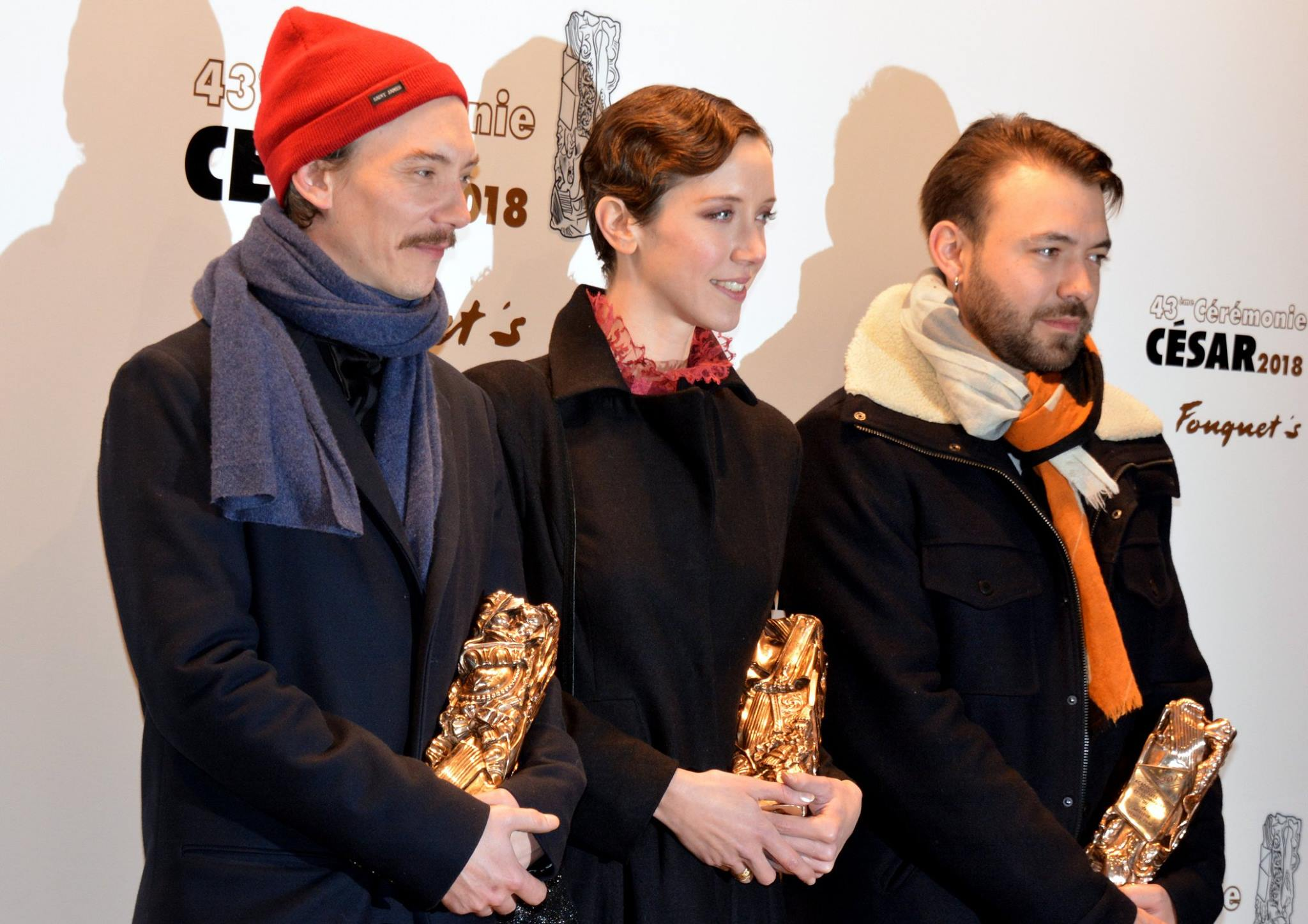
Swann Arlaud, Sara Giraudeau et le réalisateur Hubert Charuel repartent avec chacun un César

### Nominations et sélection
- 2017 : Festival de Cannes : séance spéciale à la 56e Semaine de la critique[13] (première mondiale), en lice pour la Caméra d'or
- César 2018 : 
  - Nomination pour le César du meilleur film
  - Nomination pour le César du meilleur réalisateur pour Hubert Charuel
  - Nomination pour le César du meilleur acteur pour Swann Arlaud
  - Nomination pour le César de la meilleure actrice dans un second rôle pour Sara Giraudeau
  - Nomination pour le César du meilleur scénario original pour Hubert Charuel et Claude Le Pape
  - Nomination pour le César de la meilleure musique pour Myd
  - Nomination pour le César du meilleur montage pour Julie Lena, Lilian Corbeille et Grégoire Pontécaille

## Autour du film
- Hubert Charuel, le réalisateur, est un enfant du milieu agricole. Il a investi la ferme où il a grandi, à Droyes, en Haute-Marne, et l'interprète du vieux paysan (« Raymond ») est son propre grand-père, celui du père du « petit paysan » est son propre père, celle de la contrôleuse est sa propre mère[14].
- Le film se réfère clairement à la crise de la « vache folle » (encéphalopathie spongiforme bovine) qui a provoqué une véritable psychose dans l'opinion publique, tant la peur de la contagion à l'homme par la consommation de la viande et des produits laitiers était forte (à tort). La filière bovine a été fortement ébranlée et a énormément souffert de cette crise : le film met l'accent sur le sort des éleveurs confrontés à la catastrophe.